# Listă de cutremure
Următoarele liste prezintă cele mai dezastruoase cutremure din istoria omenirii, atât după magnitudine, cât și după numărul de victime.

## Listă de cutremure după magnitudine
| Dată               | Oră        | Magnitudine | Epicentru                                      |
| ------------------ | ---------- | ----------- | ---------------------------------------------- |
| 22 mai 1960        | 15:11 CLT  | 9,5 Mw      | Valdivia, Regiunea Los Ríos, Chile             |
| 26 decembrie 2004  | 00:58 UTC  | 9,3 Mw      | Oceanul Indian                                 |
| 26 ianuarie 1700   | 21:00 UTC  | 9,2 Mw      | Falia Cascadia, SUA/Canada                     |
| 25 noiembrie 1833  | 22:00 ICT  | 9,2 Mw      | Mukomuko Utara, Provincia Bengkulu, Indonezia  |
| 27 martie 1964     | 05:36 UTC  | 9,2 Mw      | Alaska, SUA                                    |
| 1 noiembrie 1755   | 09:40 WET  | 9,0 Mw      | Lisabona, Portugalia                           |
| 13 august 1868     | 21:30 UTC  | 9,0 Mw      | Arica, Regiunea Arica și Parinacota, Chile     |
| 9 mai 1877         | 00:59 UTC  | 9,0 Ms      | Caleta Junín, Regiunea Tarapacá, Chile         |
| 4 noiembrie 1952   | 04:58 PETT | 9,0 Mw      | Peninsula Kamceatka, Rusia                     |
| 11 martie 2011     | 14:46 JST  | 9,0 Mw      | Ishinomaki, Prefectura Miyagi, Japonia         |
| 28 octombrie 1746  | 03:30 UTC  | 8,8 Mw      | Huaral, Provincia Huaral, Peru                 |
| 27 februarie 2010  | 03:34 CST  | 8,8 Mw      | Pocillas, Regiunea Biobío, Chile               |
| 20 octombrie 1687  | 11:30 UTC  | 8,7 Mw      | San Juan de Marcona, Provincia Nazca, Peru     |
| 8 iulie 1730       | 08:45 UTC  | 8,7 Ms      | La Raspa, Regiunea Valparaíso, Chile           |
| 28 martie 1787     | ?          | 8,7 Mw      | San Pedro Mixtepec, Oaxaca, Mexic              |
| 28 martie 2005     | 23:09 ITC  | 8,7 Mw      | Pulau Bangkaru, Provincia Aceh, Indonezia      |
| 9 iulie 869        | ?          | 8,6 Ms      | Sendai, Prefectura Miyagi, Japonia             |
| 20 septembrie 1498 | ?          | 8,6 Ms      | Omaezaki, Prefectura Shizuoka, Japonia         |
| 14 februarie 1619  | ?          | 8,6 Mw      | Chiclayo, Regiunea Lambayeque, Peru            |
| 28 octombrie 1707  | ?          | 8,6 ML      | Shingū, Prefectura Wakayama, Japonia           |
| 15 august 1950     | ?          | 8,6 Ms      | Shangchayuzhen, Regiunea autonomă Tibet, China |
| 11 aprilie 2012    | 15:38 WIB  | 8,6 Mw      | Oceanul Indian                                 |
| 21 iulie 365       | ?          | 8,5 Mw      | Palaiochora, Creta, Grecia                     |
| 16 decembrie 1575  | ?          | 8,5 Ms      | Valdivia, Regiunea Los Ríos, Chile             |
| 14 mai 1647        | 22:30 CLT  | 8,5 Ms      | Santiago, Chile                                |
| 25 mai 1751        | ?          | 8,5 Ms      | Tucapel, Regiunea Biobío, Chile                |
| 16 februarie 1861  | ?          | 8,5 Mw      | Sirombo, Provincia Sumatra de Vest, Indonezia  |
| 15 iunie 1896      | 19:32 JST  | 8,5 Mw      | Miyako, Prefectura Iwate, Japonia              |
| 11 noiembrie 1922  | 04:32 UTC  | 8,5 Mw      | Vallenar, Regiunea Atacama, Chile              |
| 4 februarie 1923   | ?          | 8,5 Mw      | Peninsula Kamceatka, Rusia                     |
| 1 februarie 1938   | ?          | 8,5 Mw      | Marea Banda                                    |
| 13 octombrie 1963  | 05:17 UTC  | 8,5 Mw      | Insulele Kurile, Rusia                         |
| 12 septembrie 2007 | 18:10 ITC  | 8,5 Mw      | Bengkulu, Provincia Bengkulu, Indonezia        |

- Notă: Această listă cuprinde cutremurele cu o magnitudine mai mare de 8,5 Mw.
- Sursă: U.S. Geological Survey

## Listă de cutremure după numărul de morți
| Dată               | Oră       | Magnitudine | Epicentru                                                  | Victime        |
| ------------------ | --------- | ----------- | ---------------------------------------------------------- | -------------- |
| 23 ianuarie 1556   | ?         | 8,0 Mw      | Hezhaixiang, Provincia Shaanxi, China                      | 830.000 (est.) |
| 12 ianuarie 2010   | 16:53 EST | 7,0 Mw      | Aboni, Departamentul Ouest, Haiti                          | 316.000 (est.) |
| 20 mai 526         | ?         | 7,0 Ms      | Antakya, Regiunea Mediteraneană, Turcia                    | 250.000 (est.) |
| 28 iulie 1976      | 03:42 CST | 7,8 Mw      | Tangshan, Provincia Hebei, China                           | 242.769        |
| 16 decembrie 1920  | 20:06 CST | 7,8 ML      | Niutuan, Provincia Ningxia, China                          | 235.502        |
| 26 decembrie 2004  | 00:58 UTC | 9,3 Mw      | Oceanul Indian                                             | 230.273 (est.) |
| 11 octombrie 1138  | ?         | 7,0 Mw?     | Alep, Guvernoratul Alep, Siria                             | 230.000 (est.) |
| 22 decembrie 856   | ?         | 7,9 Ms      | Damghan, Provincia Semnan, Iran                            | 200.000 (est.) |
| 23 martie 893      | ?         | 7,0 Mw?     | Ardabil, Provincia Ardabil, Iran                           | 150.000 (est.) |
| 1 septembrie 1923  | 11:58 JST | 7,9 Mw      | Miura, Prefectura Kanagawa, Japonia                        | 142.800        |
| 28 decembrie 1908  | 05:20 CET | 7,1 Mw      | Reggio Calabria, Regiunea Calabria, Italia                 | 123.000        |
| 5 octombrie 1948   | 02:17 TMT | 7,3 Mw      | Așgabat, Turkmenistan                                      | 110.000 (est.) |
| 31 decembrie 1703  | 02:00 JST | 8,2 Ms      | Tateyama, Prefectura Chiba, Japonia                        | 108.800 (est.) |
| 27 septembrie 1290 | ?         | 6,8 Ms      | Mangnongzhen, Regiunea autonomă Mongolia Interioară, China | 100.000 (est.) |
| 1 noiembrie 1755   | 09:40 WET | 9,0 Mw      | Lisabona, Portugalia                                       | 100.000 (est.) |

- Notă: Această listă cuprinde cutremurele care au avut peste 100.000 decese.

## Vezi și
- Listă de cutremure în România
- Listă de cutremure în Vrancea
- Listă de erupții vulcanice după numărul de decese